# Tarcísio
Tarcísio da Silva (sinh ngày 1 tháng 3 năm 1986), hay Tarcísio, là một cầu thủ bóng đá người Brasil thi đấu cho Académico de Viseu F.C.

## Sự nghiệp câu lạc bộ
Anh ra mắt chuyên nghiệp tại Giải bóng đá hạng nhất quốc gia Bồ Đào Nha cho Freamunde vào ngày 24 tháng 8 năm 2008 trong trận đấu trước União de Leiria.